# Gensōkyō
Gensokyo (幻想郷 Gensōkyō?,  Aldea de la fantasía) es una región ficticia donde la serie de videojuegos Touhou Project toma lugar de todos o la gran mayoría de sus eventos. Tal sitio cuenta con muchos elementos culturales japoneses, como los santurarios japoneses, casas tradicionales japonesas, sacerdotisas japonesas, entre otras cosas. También está presente el folclore y la mitología japonesa, como kitsune, nekomata, shinigami y yatagarasu.
También cuenta con rasgos de la cultura occidental medieval, renacentista y breves (pero notables) rasgos contemporáneos de todo el mundo.
En el prólogo de Touhou 7 ~ Perfect Cherry Blossom Gensōkyō es indicado como un desolado lugar alejado de cualquier aldea, un sitio que la gente abandonó por temor a ser comida por los yōkai. Cuando los humanos desarrollaron las ciencias no quedó sitio para los espíritus y yōkai. Gensōkyō quedó aislado de la humanidad, convirtiéndose en el refugio de los seres mágicos y algunos humanos permanecieron ahí aislados del mundo exterior. Gensōkyō es un paraíso para humanos y yōkai donde diario ocurren eventos fantásticos.
La única referencia de la ubicación real de Gensōkyō se menciona en la obra Perfect Memento in Strict Sense, indicando que la montaña yōkai de Gensōkyō formaba parte de la cordillera Yatsugatake, en el centro de Honshū, Japón.

## Geografía

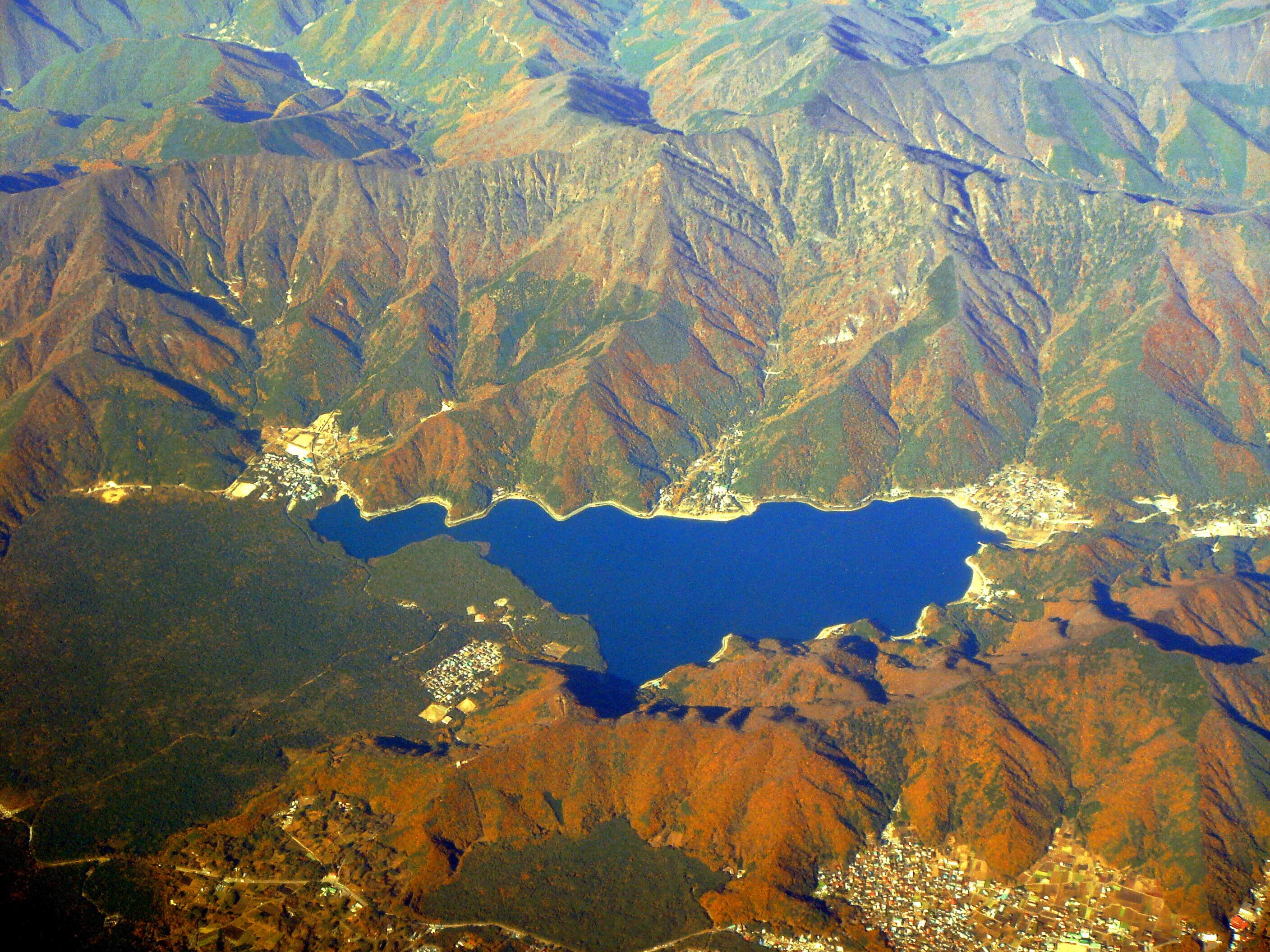
Gensōkyō es una tierra ficticia de la serie de videojuegos Touhou Project, cuenta con lagos, montañas, subterráneo, bosque y una barrera que la separa del mundo exterior. La geografía de tal lugar ficticio se asemeja a la de Aokigahara, aquí en la imagen.

La geografía ficticia de Gensōkyō ha sido revelada conforme se publican los juegos. Está delimitado por la barrera Hakurei, una barrera invisible mantenida por Reimu Hakurei y su santuario, la cual impide que los diversos seres entren y salgan. No se ha indicado el tamaño exacto de la barrera (y por ende de Gensōkyō).
Lo que más sobresale es la montaña yōkai, la más grande de Gensōkyō, la cual se ha indicado que se encuentra cerca del borde con el mundo exterior. A sus faldas se encuentra el gran bosque yōkai y un lago, cerca del templo Moriya. En Touhou 11 ~ Subterranean Animism se construye un géiser subterránea al pie de la montaña yōkai. En su cima se encuentra el cielo de Gensōkyō, donde viven los celestiales (天人 tenshin, tenkon?).
El lago de la neblina (霧の湖 Kiri no Mizuumi?) se encuentra al pie de la montaña yōkai, es un gran lago donde viven varias hadas (Cirno entre ellas). En el centro tiene una isla y ahí se encuentra la Mansión Scarlet Devil (a veces abreviada SDM, por Scarlet Devil Mansion), una gran mansión de estilo victoriano con pocas ventanas, propiedad de Remilia Scarlet.
Cuenta con una pequeña aldea humana y el río Sanzu, donde Komachi Onozuka lleva las almas de los muertos al más allá.